# Veloidea
Veloidea is een geslacht van wantsen uit de familie beeklopers (Veliidae). Het geslacht werd voor het eerst wetenschappelijk beschreven door Gould in 1934.

## Soorten
Het genus bevat de volgende soorten:

- Veloidea aequatoriana Buzzetti & Zettel, 2008
- Veloidea gigantea (Gould, 1928)
- Veloidea reposita (Drake & Harris, 1931)
- Veloidea venezolana Drake & Roze, 1955
- Veloidea vivida (Buchanan-White, 1879)